# Mac (jednostka miary)
Mac lub macen – tradycyjna jednostka miary używana w Azji Wschodniej. Równa jest dziesięciu kandarynom i stanowi dziesiątą część taela. W systemie metrycznym to około 3,78 grama.

## Etymologia
Słowo to wywodzi się z jawajskiego lub malajskiego mās, które pochodzi z kolei z sanskryckiego māsza oznaczającego „fasolę”.